# 一臭化アスタチン
一臭化アスタチンは、化学式AtBr、ハロゲン間化合物の一種である。

## 製造方法
一臭化アスタチンはアスタチンを一臭化沃素水溶液と反応させ生成する。
2 At + 2 IBr → 2 AtBr + I2
或いはアスタチンと臭素を直接化合させ得られる。 